# Universidad Católica Juan Pablo II de Lublin
La Universidad Católica Juan Pablo II de Lublin (Polaco: Katolicki Uniwersytet Lubelski Jana Pawła II, Latín: Universitas Catholica Lublinensis Ioannis Pauli II, cuyo acrónimo es KUL), fue creada en 1918 y tiene su sede en Lublin, Polonia.

## Historia
Es la universidad más antigua de Lublin y una de las más antiguas de Polonia. Fue fundada por el episcopado polaco por iniciativa del revereno Idzi Radziszewski, quien también fue el primer rector de la Universidad. Es un centro universitario que ha sido consagrado al Sagrado Corazón de Jesús y su lema es "Deo et Patriae", que se traduce como "Por Dios y la Patria".
El primer año académico tuvo lugar el 8 de diciembre de 1918 en el seminario mayor de Lublin, sede provisional de la Universidad. 399 jóvenes iniciaron sus estudios en cuatro facultades: Teología, Derecho Canónico y Ciencias Morales, Derecho y Ciencias Socioeconómicas y Humanidades. En 1921 la Universidad tuvo su propio edificio, el llamado Cuartel Swietokrzyskie, un edificio de los Padres Dominicos de la Observancia Monástica. En 1928, el Parlamento otorgó el estatus legal civil a la Universidad. Por medio de la ley parlamentaria de 1933, la universidad obtuvo el derecho de otorgar el título de maestro y cinco años más tarde (9 de abril de 1938) adquirió los plenos derechos de una universidad estatal, es decir, de conferir doctorados y cátedras en todas sus facultades.
Los medios materiales los consiguieron gracias a donaciones y a fondos de las diócesis, el apoyo de la Sociedad de Amigos de la Universidad de Lublin establecida en 1922 (a partir de 1928, la Sociedad de Amigos de KUL), a los ingresos de la Fundación Potulicka (fincas cerca de Bydgoszcz, un regalo de la condesa Aniela Potulicka) y colectas realizadas dos veces al año (desde 1930) en todas las iglesias polacas.
En la década de 1930 la Universidad contrató a muchos académicos y cooperó con instituciones académicas y de investigación nacionales y extranjeras. Los planes para el establecimiento de nuevos departamentos, entre ellos medicina, filosofía, matemáticas y ciencias naturales, una escuela para periodistas, se detuvieron con el estallido de la Segunda Guerra Mundial.
Durante la ocupación alemana, se cerró la Universidad y se organizó un hospital militar en los edificios de KUL. El rector fue encarcelado, muchos de los profesores y estudiantes fueron ejecutados, mientras que otros fueron obligados a ir a trabajar a Alemania o enviados a campos de concentración. La Universidad participó en la educación clandestina secreta en Lublin, Varsovia, Kielce, Jędrzejów y Nawarzyce.
Después de la liberación de Lublin, la KUL reabrió sus puertas el 21 de agosto de 1944 como la primera universidad en la Polonia de posguerra. A pesar de las dificultades, como encontrar personal académico, reconstruir sus edificios devastados, encontrar recursos para mantener la Universidad, la KUL comenzó a hacer avances. En 1946 se establecieron el Departamento de Filosofía Cristiana y el Instituto de Cultura Religiosa Superior. Una avalancha de jóvenes de todas las regiones de Polonia llegó a la ciudad y su número aumentó sistemáticamente (1946 - más de 1600 estudiantes; 1947 - más de 2000; 1951 - más de 3000).
La KUL pronto se convirtió en una universidad no deseada en la Polonia comunista. Hubo intentos de detener el desarrollo de la Universidad y limitar su influencia en la sociedad. Los años 50 y 60 fueron especialmente duros. La Fundación Potulicka fue tomada y convertida en propiedad estatal, las entradas de estudiantes y la inscripción fueron severamente limitadas, con el objetivo de cerrar las facultades más populares de KUL, es decir, las facultades de Derecho y Socioeconomía.
Los departamentos filológicos estaban cerrados. Más tarde, el rector, el reverendo Antoni Słomkowski, fue encarcelado. Se quitó a la Facultad de Humanidades el derecho a otorgar doctorados y cátedras y se bloqueó el intercambio académico con el extranjero. A los exalumnos de la KUL se les negó empleo en puestos estatales. Las publicaciones de investigación académica sufrieron una severa censura. El tratamiento por parte del gobierno de la KUL como una institución con ánimo de lucro la obligó a pagar altos impuestos y, debido a los retrasos en los pagos, se confiscaron edificios y propiedades universitarias.
La respuesta de la Universidad a la creciente represión del Estado fue la expansión en el área de investigación y la fundación de nuevos departamentos y unidades de investigación interdepartamentales especializadas. Era una época en la que la universidad disfrutaba de su merecida reputación académica. Durante el período del comunismo en Polonia, la KUL fue el centro de pensamiento católico más importante del país y la única universidad independiente en todo el bloque soviético. También fue un refugio para los jóvenes, no aceptados en otras universidades o marginados por razones políticas o sociales.
Se produjo un cambio en la década de 1970 cuando a la Universidad se le permitió establecer contactos con instituciones académicas y de investigación extranjeras, pero el verdadero punto de inflexión tuvo lugar en la década de 1980. Después de muchas peticiones, algunos Institutos fueron reabriendo gradualmente. Además, se otorgó el permiso para ampliar los edificios universitarios, entre otras cosas, se inició la erección del Colegio Juan Pablo II. Se restableció la Facultad de Ciencias Sociales y se fundaron una nueva Sección de Ciencias Jurídicas y una Sección de Filología Eslava. Gracias a la fundación de la Sección de Atención Pastoral y Migración de Polonia (1972), la Escuela de Verano de Lengua y Cultura Polaca (1974) y un curso de un año de Lengua y Cultura Polaca para Estudiantes Extranjeros (1977).
Un evento de notable importancia fue la elección del reverendo Karol Wojtyła (desde 1954 director de la Cátedra de Ética en el Departamento de Filosofía Cristiana de la Universidad Católica de Lublin) como Papa. En 1982, se estableció el Instituto Papa Juan Pablo II para realizar investigaciones sobre su enseñanza y poner sus obras a disposición de un público más amplio. Un año después se colocó un monumento a Juan Pablo II y al cardenal Stefan Wyszyński en el patio de la universidad. El 9 de junio de 1987, el Papa Juan Pablo II visitó la KUL.
En 1980, la mayoría de los trabajadores y estudiantes de la KUL participaron en manifestaciones y protestas de Solidaridad organizadas en toda Polonia. Después de que se declarara la ley marcial, varios trabajadores y estudiantes fueron internados por funcionarios del gobierno. Después de los cambios políticos en 1989, debido a la inflación y la recesión económica, la KUL se encontraba en una situación financiera crítica. La ayuda vino del Papa y de la Polonia europea, americana y canadiense.
Al mismo tiempo, se llevó a cabo una intensa tarea para obtener subvenciones del gobierno. Gracias a estas actividades del rector y las autoridades de la Universidad, así como de los Amigos de KUL, el Congreso y el Senado de la República de Polonia aprobaron una ley el 14 de agosto de 1991, otorgando a KUL una subvención del tesoro estatal, efectiva a partir de 1 de enero de 1992. El subsidio ayudó a los gastos de enseñanza y becas corrientes de los estudiantes, de acuerdo con los mismos criterios que en las universidades estatales.
En los últimos años del siglo XX y comienzos del XXI se fundó el Departamento de Matemáticas y Ciencias Naturales (1998), así como la Facultad de Ciencias Jurídicas y Económicas fuera del campus en Tomaszów Lubelski (2000) y la Facultad de Ciencias Sociales fuera del campus en Stalowa Wola (2004) . También se crearon diversos estudios de posgrado.
El 16 de octubre de 2005, durante la inauguración ceremonial del año académico 2005-2006, KUL adoptó el nombre de Universidad Católica John Paul de Lublin.
Durante la invasión rusa de Ucrania de 2022, la universidad y sus alumnos fueron muy activos para acoger a ciudadanos ucranianos que cruzaban la frontera de Polonia huyendo del conflicto bélico.

## Composición
- Facultad de teología
- Facultad de derecho, derecho canónico y administración
- Facultad de filosofía
- Facultad de humanidades
- Facultad de ciencias sociales
- Facultad de biología y ciencias ambientales
- Facultad de ciencias jurídicas y económicas
- Facultad de ciencias sociales
- Facultad de derecho y ciencias económicas
- Colegio de estudios interculturales de las ciencias humanas

## Antiguos alumnos y profesores destacados
- Juan Pablo II
- Stefan Wyszyński
- Michał Heller
- Józef Życiński, arzobispo de Lublin
- Edward Stachura, poeta
- Janusz Krupski, historiador
- Janusz Palikot, político
- Wojciech Siemion, actor
- Beata Mazurek, política
- Józef Milik
- Jerzy Popiełuszko, sacerdote católico y activista laboral polaco, asociado con el sindicato Solidarność
- Jerzy Kłoczowski, historiador
- Bogdan Borusewicz
- Kazimierz Nycz, arzobispo de Varsovia y cardenal de la Iglesia católica